# 사관학교
사관학교(士官學校, 영어: military academy, service academy)는 직업 군인인 사관 및 부사관을 양성하기 위해 군대에 설치되는 군사 학교이다.

## 나라별 사관학교

### 대한민국
- 공군사관학교
- 국군간호사관학교
- 육군사관학교
- 육군3사관학교
- 해군사관학교

### 미국
- 미국 육군사관학교
- 미국 해군사관학교
- 미국 공군사관학교

## 같이 보기
- 군사학교